# Tribunal de Distrito dos Estados Unidos

Mapa dos limites dos tribunais de apelação dos Estados Unidos (por cor) e os tribunais de distrito dos Estados Unidos. Todos os Tribunais de Distrito encontram-se dentro do limite de uma única jurisdição, geralmente, em um estado (linhas mais destacadas); alguns estados têm mais de um Tribunal de distrital (linhas menos destacadas).

Os tribunais distritais dos Estados Unidos (em inglês: United States District Courts) são tribunais de competência genérica do poder judiciário federal dos Estados Unidos. Ambos os casos civil e criminal são arquivados no tribunal distrital, que é um tribunal de lei (judicial); de patrimônio; e marítimo, já que há cortes especificas para esses casos. Há também os tribunais de falência, associados a cada tribunal distrital dos Estados Unidos. Cada Distrito Judicial Federal dos Estados Unidos possui pelo menos um tribunal e muitos distritos têm mais de um. O nome formal de um tribunal distrital é "O Tribunal Distrital dos Estados Unidos para (nome do distrito)" — por exemplo, O Tribunal Distrital dos Estados Unidos para o Distrito Leste do Missouri.
Em contraste com a Suprema Corte, que foi estabelecida pelo Artigo III da Constituição dos Estados Unidos da América, os tribunais de distrito foram estabelecidos pelo Congresso. Não há exigência constitucional de que os tribunais de distrito existam. De fato, após a ratificação da Constituição, alguns adversários de uma "justiça federal forte" destacaram que, fora as jurisdições diretamente sob controle federal, como Washington, D.C. e os territórios, o sistema de tribunais federais seria limitado a Suprema Corte, que iria ouvir as apelações dos tribunais estaduais. Esta visão não prevaleceu, e o primeiro Congresso criou o sistema de tribunal de distrito que ainda está em vigor hoje.
Há pelo menos um distrito judicial para cada estado e exceções legais, como Distrito de Columbia e Porto Rico. Os tribunais distritais de três áreas insulares habitadas: as Ilhas Virgens americanas, Guam e Ilhas Marianas do Norte, exercem a mesma competência que os tribunais distritais dos EUA. Apesar de seu nome, estes tribunais não são, tecnicamente, "Tribunais de Distrito dos Estados Unidos". Os juízes dos tribunais em território insular (tribunais de território dos EUA) são regidos pelo Artigo IV da Constituição, ou seja, não gozam da proteção do Artigo III da Constituição, e exercem mandatos de dez anos, em vez de para a vida toda (mandato vitalício).
A Samoa Americana não tem um tribunal distrital ou um tribunal federal territorial, e assim os assuntos federais são enviados para o Distrito de Columbia ou para o Havaí.
Existem 89 distritos em 50 estados, com um total de 94 distritos, incluindo os territórios.

## Outras tribunais federais
Há outros tribunais federais que têm jurisdição sobre todo o país em certos tipos de processos, com isso o tribunal de distrito tem conflitos de competência em muitos casos, mas o tribunal distrital é o único com jurisdição sobre ações civis e penais. É endereçado para o Tribunal de Comércio Internacional dos Estados Unidos todos os casos envolvendo o comércio internacional e questões alfandegárias. O Tribunal de Reclamações Federais dos Estados Unidos tem jurisdição exclusiva sobre a maioria dos pedidos de compensação por danos causados pelo governo dos, incluindo disputas sobre contratos federais; ilegalidades que envolvem o governo; e empresas de propriedade privada, que foram ou estão sendo lesadas pelo Governo Federal ou por um funcionário do governo federal. O Tribunal Tributário dos Estados Unidos tem jurisdição sobre pré-avaliação e determinações sobre impostos.

## Juízes distritais dos Estados Unidos
O Juiz de um Tribunal Distrital é oficialmente intitulado "Juiz Distrital dos Estados Unidos". Outros juízes federais, incluindo do circuito de juízes e Juízes da Suprema Corte, também pode sentar-se em um tribunal distrital, mediante designação do juiz-presidente do circuito ou pelo Chefe de Justiça dos Estados Unidos. O número de juízes em cada tribunal distrital (e a estrutura do sistema judicial em geral) é definido pelo Congresso no Código dos Estados Unidos. O Presidente nomeia os juízes federais, para o termos de bom comportamento (assunto para o conselho e consentimento do Senado), para os candidatos, muitas vezes, compartilha ao menos algumas de suas convicções. Em estados representados por um senador do partido do Presidente, o senador (ou o mais velho deles, se ambos os senadores são do partido do presidente) tem o contributo significativo para o processo de nomeação, e através de uma tradição conhecida como "cortesia para o senado" pode exercer um veto oficial sobre um candidato inaceitável para o Senado.
Nos tribunais territoriais dos EUA (Guam, Ilhas Marianas do Norte, e as Ilhas Virgens), os juízes federais não detêm cargo vitalício (já que não são regidos pelo Artigo III, e sim, pelo Artigo IV da Constituição dos EUA), sendo eles nomeados para mandato de 10 anos, podendo ser removidos involuntariamente quando eles violam o padrão de "bom comportamento". O único método de remoção involuntária de um juiz distrital comum é através de impeachment pela Câmara dos Representantes dos Estados Unidos, seguido por um julgamento no Senado dos Estados Unidos, sendo necessário uma convicção de dois terços dos membros em ambas as casas do congresso. Caso contrário, um juiz, mesmo se condenado de um crime por meio de um júri, tem o direito de exercer o cargo até sua aposentadoria ou morte. Na história dos Estados Unidos, apenas doze juízes tiveram seus mandatos cassados, e apenas sete foram removidos após a condenação no Senado.
Um juiz que tenha atingido a idade de 65 anos podem se aposentar ou ser eleito para o status sênior, e manter o cargo. Tais juízes superiores não são contabilizados na cota de juízes ativos para um distrito, e só pode ser atribuído trabalho a eles pelo chefe dos juízes do distrito, mas eles mantêm seus escritórios (chamados de "câmaras") e o pessoal de apoio, e muitos deles trabalham em tempo integral. Um juiz federal é dirigido por escrito como "Honorável" ou "Excelentíssimo" e em discurso, como "Juiz", ao Presidente do Tribunal, "Sua Honra".
Juízes costumam concentrar-se no gerenciamento do seu tribunal, no geral supervisionar contenciosamente ensaios e redações de pareceres em resposta a importantes movimentos como a moção para julgamento sumário. Desde a década de 1960, as tarefas de rotina, como a resolução de descoberta de litígios podem ser referidas aos magistrados, a critério do juiz distrital. Os magistrados também podem ser solicitados para elaborar relatórios e recomendações sobre impugnação da matéria para o juiz distrital ter em conta ou, com o consentimento de todas as partes, assumir toda a jurisdição sobre um caso, incluindo a realização do julgamento.
O magistrado federal é nomeado por um juiz distrital seguindo os termos do estatuto do tribunal distrital. Eles são nomeados para um mandato de oito anos, podendo ser reconduzidos por mais oito anos. Um magistrado pode ser removido por incompetência, dolo, negligência, incapacidade física ou mental. A cadeira de magistrado pode colaborar para a nomeação para juiz distrital.

## Jurisdição
Ao contrário de alguns tribunais estaduais, o poder dos tribunais federais para julgar os processos e controvérsias é estritamente limitado. Os tribunais federais não podem decidir todos os casos que vieram antes deles. Para que um tribunal distrital possa entreter uma ação judicial, o Congresso deve primeiro atribuir ao tribunal a jurisdição da matéria sobre o tipo de litígio em questão.
Os tribunais de distrito exercem jurisdição sobre, isto é, eles são capacitados para a realização de ensaios clínicos, nos seguintes tipos de processos:
- Ações civis decorrentes da Constituição, leis e tratados dos Estados Unidos[9]
- Certas ações civis entre cidadãos de diferentes estados[10]
- Ações civis dentro da jurisdição marítima dos Estados Unidos[11]
- Processos penais trazidos pelos Estados Unidos[12]
- Ações cíveis em que os Estados Unidos é autor ou réu, e,[13][14]
- Muitos outros tipos de casos e controvérsias.[15]

Para a maioria desses casos, a jurisdição do Tribunal Distrital Federal, é concorrente com a dos tribunais estaduais. Em outras palavras, um autor pode optar por trazer esses casos a um tribunal federal ou para um tribunal estadual. O congresso estabeleceu um procedimento através do qual uma parte, geralmente o réu, pode mover um caso do tribunal de justiça do estado para o tribunal federal, desde que o Suprema Corte também tenha competência originária sobre o assunto (o que significa que o caso poderia ter sido ajuizado na justiça federal, inicialmente). Se a parte que inicialmente apresentou o caso no tribunal estadual de justiça acredite que a moção foi inadequada, a parte pode pedir ao tribunal de distrito a "guarda preventiva" e o caso volta para o sistema de justiça do estado. Para certos assuntos, tais como disputa de patentes e direitos autorais ou processos por crimes federais, a jurisdição dos tribunais de distrito é exclusiva, o que significa que apenas os tribunais federais podem discutir esses casos.
Além de sua jurisdição, os tribunais distritais têm a jurisdição de apelação sobre um número muito limitado de sentenças, despachos e decretos.

## Advogados
A fim de representar uma parte em um tribunal distrital, uma pessoa deve ser um advogado. Os Estados Unidos, geralmente, não tem um exame da ordem para advogar em nível federal (com exceção ao Escritório de Marcas e Patentes dos Estados Unidos). A permissão para advogar em um tribunal distrital está disponível para qualquer advogado que é admitido para exercer a advocacia no estado, onde o tribunal distrital está localizado.
Apenas 56 distritos (em torno de 60% de todos os tribunais distritais) exigem que o advogado tenha sido admitido para a prática no estado onde o tribunal distrital está localizado. Os outros 39 municípios (cerca de 40% de todos os tribunais de distrito) aceitam a admissão de certos advogados que foram admitidos em outros estados, embora as condições variem de tribunal para tribunal. Por exemplo, os tribunais de distrito na Cidade de Nova York (Distrito Sul de Nova York e o Distrito Leste de Nova York) estendem a admissão de advogados admitidos em Connecticut ou em Vermont. Apenas 13 distritos estendem a admissão de advogados aos que foram admitidos em qualquer estado do país.
Pro hac vice - A admissão também está disponível na maioria dos tribunais federais, após análise de caso-a-caso. A maioria dos tribunais exigem pro hac vice, onde procuradores associam-se com um advogado admitido para a prática perante o tribunal.

## Recursos
Geralmente, uma decisão final de um tribunal distrital, em qualquer caso, seja ele um processo civil ou um processo penal, pode ser objeto de recurso no Tribunal de Apelações dos Estados Unidos onde o tribunal se localiza, exceto decisões judiciais envolvendo patentes e outros matérias especializados que devem ir para o Tribunal de Apelação para o Circuito Federal dos Estados Unidos, e em muito poucos casos, o recurso pode ser levado diretamente para a Suprema Corte dos Estados Unidos.

## Os maiores e mais movimentados tribunais de distrito

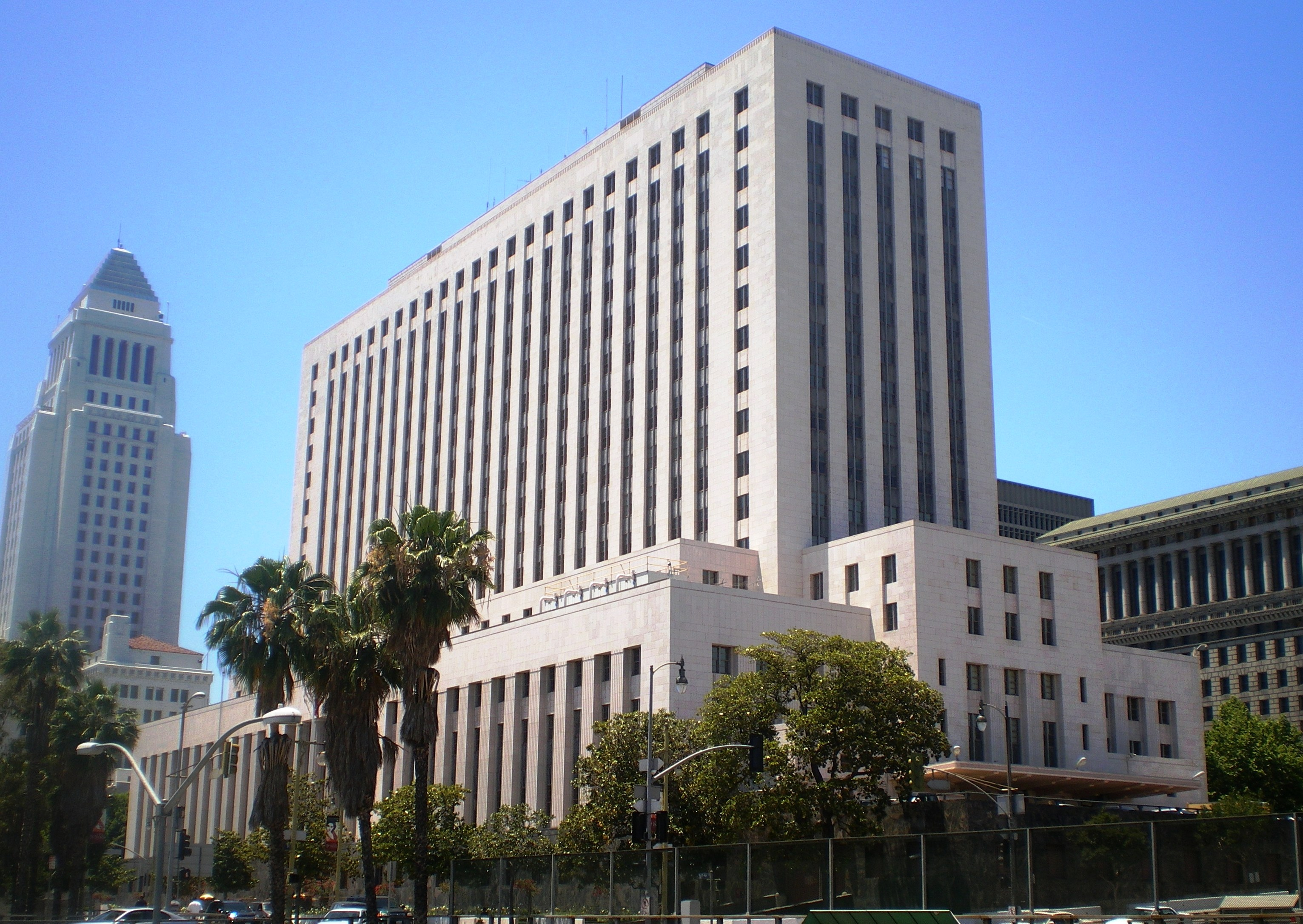
Prédio do tribunal de distrito dos Estados Unidos, no centro de Los Angeles, Califórnia, um dos vários edifícios utilizados pelo Distrito Central da Califórnia.

O Distrito Central da Califórnia, é o maior distrito federal sobre sua jurisdição, o que inclui todos os cinco municípios que compõem a principal área da Região Metropolitana de Los Angeles. Por outro lado, a Cidade de Nova York e a Região Metropolitana de Nova York são divididos entre o Distrito Sul de Nova York (que inclui Manhattan, Bronx, e o Condado de Westchester) e o Distrito Leste de Nova York (que inclui Brooklyn, Queens, Staten Island, e os Condados de Nassau e de Suffolk). Os subúrbios de Nova York, de Connecticut e de Nova Jersey são cobertos pelo Distrito de Connecticut e Distrito de Nova Jersey, respectivamente.
O Distrito Sul de Nova York e o Distrito Central da Califórnia, são os maiores tribunais distrital em número de juízes, com 28 e 27, respectivamente. Em 2007, os mais movimentados tribunais em termos de crimes federais arquivados foram o Distrito do Novo México, Distrito Ocidental do Texas, Distrito do Sul do Texas, e Distrito do Arizona. Estes quatro distritos compartilham a fronteira com o México. A repressão à imigração ilegal resultou em 75% dos processos criminais arquivados nos 94 tribunais de distrito, em 2007, o mesmo acontece no Distrito do Sul da Califórnia. O mais movimentado tribunal de litígio de patentes é o Tribunal Distrital dos Estados Unidos para o Distrito Leste do Texas, com o maior número de ações envolvendo patentes ajuizadas nos últimos anos.

## Tribunais de distrito que já foram extintos

### Tribunais de distrito que foram subdivididos
Os seguintes tribunais foram subdivididos: Alabama, Arkansas, Califórnia, Flórida, Geórgia, Illinois, Indiana, Iowa, Kentucky, Louisiana, Michigan, Mississippi, Missouri, Nova York, Carolina do Norte, Ohio, Pensilvânia, Tennessee, Texas, Virgínia, Washington, West Virgínia, Wisconsin.

### Tribunais distritais que foram abolidos
Em raras ocasiões, um tribunal de distrito foi extinto por fusão com outros tribunais:
- Entre 1794 e 1797, o Tribunal Distrital para o Distrito da Carolina do Norte foi repartido entre os distritos de Edenton, New Bern, e Wilmington.
- Entre 1801 e 1802, o Tribunal Distrital para o Distrito de Nova Jersey foi dividido entre os distritos de Nova Jersey e Delaware.
- Quando a Califórnia foi admitida como estado, em 1850, foi inicialmente dividida em dois distritos, o Norte e o Sul.[24] O Distrito do Sul da Califórnia foi abolido em 27 de julho de 1866, e o estado passou a ser constituído de apenas um distrito. O estatuto, dizia que o Juiz da zona norte exerce os poderes do Tribunal Distrital dos Estados Unidos para o Distrito da Califórnia, e que todos os registros da Corte Distrital da região Sul deveriam ser entregues na secretaria do tribunal norte. Vinte anos depois, em 5 de agosto de 1886, o Congresso recriou o Distrito do Sul da Califórnia.
- Entre 1911 e 1961, o Tribunal Distrital para o Distrito da Carolina do Sul foi dividido em Distrito Leste e Distrito Oeste da Carolina do Sul.
- O Tribunal Distrital para o Distrito Leste de Illinois foi eliminado e um novo tribunal para o Distrito Central de Illinois foi criado em seu lugar, no dia 2 de outubro de 1978.

Há alguns outros tribunais extintos que não se enquadram acima:
- A partir de 1801 a 1802, o Distrito de Columbia e partes de Maryland e Virgínia formaram o Tribunal Distrital para o Distrito do Potomac, que foi o primeiro tribunal distrital dos Estados Unidos que cruzava as fronteiras dos estados. Durante o mesmo período, o Tribunal Distrital de Norfolk foi criado. Os tribunais do distrito de Maryland e Virgínia permaneceram durante um breve período.
- Entre 1801 e 1802, e novamente, de 1802 a 1872, o Estado da Carolina do Norte foi subdividido nos tribunais distritais de Albemarle, Cabo do Medo e Pamplico. Estes tribunais foram extintos quando o estado foi reorganizado para o Distrito Oriental e Ocidental da Carolina do Norte.
- Tribunal Distrital para o Distrito de Orleans. Este tribunal foi renomeado para Tribunal Distrital dos Estados Unidos para o Distrito de Louisiana, quando o Território de Orleans tornou-se o Estado da Louisiana.
- Tribunal Distrital para a Zona do Canal foi abolido em 31 de Março de 1982, como parte do processo de retorno da Zona do Canal para o Panamá. Casos pendentes foram transferidos para o Tribunal Distrital do Distrito Leste da Louisiana, em Nova Orleans.
- Tribunal dos Estados unidos para a China funcionou como um tribunal distrital entre 1906 e 1943. Ele tinha jurisdição sobre cidadãos Norte-Americanos na China.